# Crydamoure
Crydamoure (một biến thể của cụm từ tiếng Pháp cri d'amour có nghĩa là "tiếng khóc của tình yêu") là một hãng thu âm nhạc house Pháp thuộc sở hữu của Guy-Manuel de Homem-Christo và Eric Chedeville.

## Lịch sử

### 1997–2000: Khởi đầu
Năm 1997, Le Knight Club (Guy-Manuel de Homem-Christo và Eric Chedeville) phát hành "Santa Claus / Holiday On Ice", đĩa đơn đầu tên trên Crydamoure. Sau khi Paul Johnson phát hành đĩa đơn "White Winds" có chứa một bản remix của "Santa Claus" vào năm 1998, Le Knight Club tiếp tục phát hành "Troobadoor / Mirage", cùng đĩa đơn "Intergalactik Disko" hợp tác với DJ Sneak.
Năm 1999, Le Knight Club phát hành đĩa mở rộng "Boogie Shell / Coco Girlz / Mosquito / Coral Twist" và đĩa đơn "Hysteria". Cùng năm đó, bộ đôi The Buffalo Bunch (Play Paul và Raw Man) phát hành đĩa đơn "T.I.T.T.S. / Music Box", Raw Man (Romain Séo) hợp tác với Crydamoure (Eric Chedeville) để sản xuất "Lovers / Number Seven" cùng một bản remix "Number 7" của Le Knight Club, và Deelat (David Girier-Dufournier) phát hành đĩa mở rộng "United Tastes Of Deelat". Năm 2000, Play Paul (Paul de Homem-Christo, em trai của Guy-Manuel) phát hành đĩa đơn "Spaced Out / Holy Ghostz", The Eternals phát hành đĩa đơn "Wrath Of Zeus", và Sedat phát hành đĩa đơn "The Turkish Avenger".

### 2001–2003:Waves,Waves II, và ngừng hoạt động
Waves, album tuyển tập đầu tiên của hãng đĩa, được phát hành vào ngày 5 tháng 5 năm 2001. Album có chứa hai bài hát của Le Knight Club là "Gator" và "Chérie D'Amoure", sau được phát hành dưới dạng đĩa đơn. Album được tái phát hành lại với một bản remix của bài hát "In Flight" của Archigram, được lấy từ đĩa đơn "Mad Joe / In Flight". Năm 2002, Le Knight Club phát hành các đĩa đơn "Soul Bells / Palm Beat / Tropicall" và "Nymphae Song / Rhumba". Cùng năm đó, Archigram phát hành đĩa đơn "Carnaval" và Crydajam, một nhóm nhạc bao gồm các nghệ sĩ của Crydamoure, phát hành đĩa mở rộng "If You Give Me The Love I Want / Playground / Loaded". Năm 2003, Archigram phát hành đĩa đơn "Doggystyle".
Waves II, album tuyển tập thứ hai của hãng đĩa, được phát hành vào ngày 22 tháng 4 năm 2003. Đó cũng là đĩa nhạc cuối cùng được phát hành từ Crydamoure.

### 2014–2015: Phát triển sau này
Một album tuyển tập mang tên Le Knight Club được đưa lên các nền tảng âm nhạc kĩ thuật số vào ngày 7 tháng 5 năm 2014, nhưng nó đã bị xóa khỏi iTunes và Spotify.
Vào năm 2015, Le Knight Club phát hành bài hát "The Fight", được làm cho bộ phim Gates of the Sun. Trước đó, Eric Chedeville phát hành bài hát chưa từng được công bố "Think Love, Not Hate" của Le Knight Club, hợp tác với DJ Sneak. Cùng trong năm 2015, ông đã thông báo về album Sequence Emotion, được cho là một album không được phát hành của Le Knight Club.

## Tầm ảnh hưởng
Sự thành lập của Crydamoure là cơ hội để de Homem-Christo bắt tay vào tạo ra một phong cách nhạc house khác so với Daft Punk và cũng là cơ hội để mang đến những nhà sản xuất mới đang chớm nở như Raw Man hay Play Paul vào ánh đèn sân khấu. de Homem-Christo cho biết:
Tôi và Thomas có cùng sở thích về âm nhạc. Khi tôi sản xuất âm nhạc cho Crydamoure, đó là một phong cách khác với những bản nhạc có thể gọi là Daft Punk. Tôi biết Thomas thích gì, và anh ấy cũng biết tôi thích gì. Crydamoure không được sản xuất theo một định hướng nhất định như vậy, ngay cả khi nó không quá khác với Daft Punk. Những bản nhạc Daft Punk được dàn dựng nhiều hơn và hơi khác một chút. Tôi có thể đang lấy sample cho Crydamoure, và có thể không ai khác có thể nghe thấy sự khác biệt, nhưng chúng tôi biết. Khác biệt đó rất nhỏ.

## Các nghệ sĩ
- Archigram
- The Buffalo Bunch
- Crydajam
- DJ Sneak
- The Eternals
- Le Knight Club
- Paul Johnson
- Play Paul
- Raw Man
- Sedat (The Turkish Avenger)

## Danh sách đĩa nhạc
- CRYDA 001: Le Knight Club - Santa Claus / Holiday On Ice [1997]
- CRYDA 002: Paul Johnson - White Winds / Santa Claus (Remix) [1998]
- CRYDA 003: Le Knight Club - Troobadoor / Mirage [1998]
- CRYDA 004: Le Knight Club vs. DJ Sneak - Intergalactik Disko - Intergalactik Disko / Intergalactik Disko (phiên bản của DJ Sneak) [1998]
- CRYDA 005: Le Knight Club - Boogie Shell / Coco Girlz / Mosquito / Coral Twist [1999]
- CRYDA 006: The Buffalo Bunch - T.I.T.T.S. (Take It To The Street!) / Music Box [1999]
- CRYDA 007: Le Knight Club - Hysteria - Hysteria / Hysteria II [1999]
- CRYDA 008: Raw Man - Lovers / Number Seven / Number 7 (bản remix của Le Knight Club) [1999]
- CRYDA 009: Deelat - United Tastes Of Deelat - Wet Indiez / G.M.F. / Wetness Anthem [1999]
- CRYDA 010: Play Paul - Spaced Out / Holy Ghostz [2000]
- CRYDA 011: The Eternals - Wrath Of Zeus (bản mix nguyên bản) / (bản mix Light) / (bản mix Dub) / (Zeusappella) [2000]
- CRYDA 012: Sedat - The Turkish Avenger - The Turkish Avenger / Feel Inside [2000]
- CRYDA 013: Le Knight Club - Gator / Chérie D'Amoure [2001]
- CRYDA 014: Archigram - Mad Joe / In Flight (bản mix Raw Club) / In Flight [2001]
- CRYDA 015: Le Knight Club - Soul Bells / Palm Beat / Tropicall [2002]
- CRYDA 016: Le Knight Club - Nymphae Song / Rhumba [2002]
- CRYDA 017: Archigram - Carnaval - Carnaval / Carnaval (bản mix Bring Back The Rave!) - [2002]
- CRYDA 018: Crydajam - If You Give Me The Love I Want / Playground / Loaded [2002]
- CRYDA 019: Archigram - Doggystyle [2003]

### Album tuyển tập
- CRYDA CD001 Crydamoure xin giới thiệu: Waves [2001]
- CRYDA CD002 Crydamoure xin giới thiệu: Waves II [2003]
- Le Knight Club [2014] (không chính thức)

### Không được phát hành
- Le Knight Club vs. DJ Sneak - Think Love, Not Hate
- Le Knight Club - Sequence Emotion